# Dwight Phillips

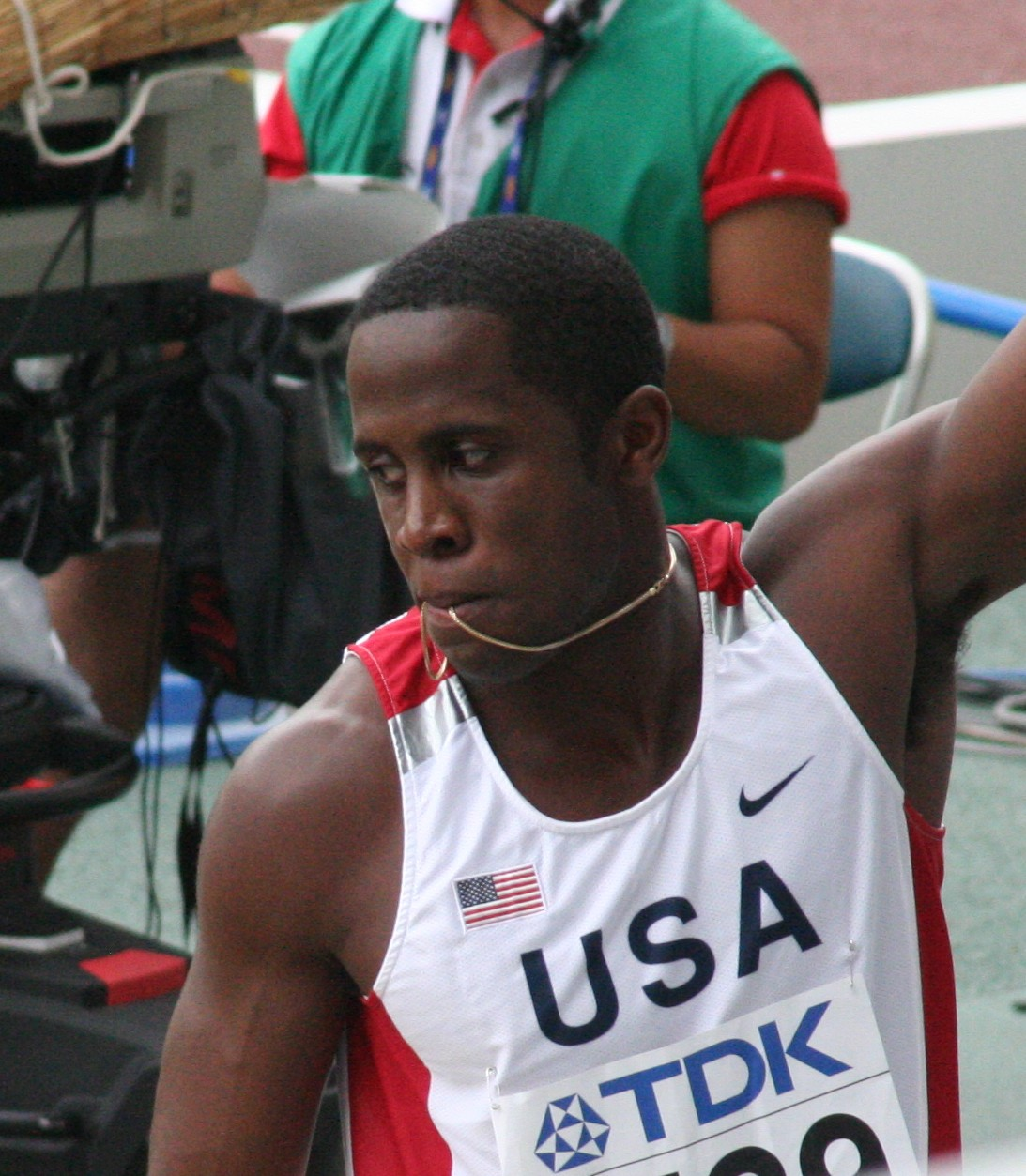
Dwight Phillips podczas mistrzostw świata 2007

Dwight D. Phillips (ur. 1 października 1977 w Decatur) – amerykański lekkoatleta specjalizujący się w skoku w dal. Mistrz olimpijski z Aten i olimpijczyk z Sydney. Czterokrotny mistrz świata w skoku w dal oraz zwycięzca łącznej punktacji Diamentowej Ligi 2010 w skoku w dal.
3 września 2013 zakończył sportową karierę.

## Sukcesy

### Igrzyska Olimpijskie
| Igrzyska Olimpijskie | Miejsce | Data | Konkurencja | Wynik | Miejsce    |
| -------------------- | ------- | ---- | ----------- | ----- | ---------- |
| Ateny 2004           | Ateny   | 2004 | Skok w dal  | 8.59  | 1. miejsce |

### Mistrzostwa Świata
| Mistrzostwa Świata | Miejsce  | Data | Konkurencja | Wynik | Miejsce    |
| ------------------ | -------- | ---- | ----------- | ----- | ---------- |
| Paryż 2003         | Paryż    | 2003 | Skok w dal  | 8.32  | 1. miejsce |
| Helsinki 2005      | Helsinki | 2005 | Skok w dal  | 8.60  | 1. miejsce |
| Osaka 2007         | Osaka    | 2007 | Skok w dal  | 8.30  | 3. miejsce |
| Berlin 2009        | Berlin   | 2009 | Skok w dal  | 8.54  | 1. miejsce |
| Taegu 2011         | Taegu    | 2011 | Skok w dal  | 8.45  | 1. miejsce |

## Rekordy życiowe
- 100 m – 10,06
- 200 m – 20,68
- skok w dal – 8,74 (2009) 5. wynik w historii światowej lekkoatletyki[2]
- trójskok – 16,41